# Bulbul à tête olive
Arizelocichla olivaceiceps
Espèce
Synonymes
- Andropadus olivaceiceps

Le Bulbul à tête olive (Arizelocichla olivaceiceps) est une espèce de passereaux de la famille des Pycnonotidae.

## Répartition
Il se trouve au Kenya, Malawi, Mozambique et Tanzanie.

## Systématique
Le Bulbul à tête olive est considéré par certains ornithologistes comme une sous-espèce d'Arizelocichla milanjensis.